# Apple S1
Apple S2 (en)
Le Apple S1 est le processeur contenu dans l'Apple Watch. Il est décrit comme un « System in Package » (SiP) par Apple.
Samsung clame être le fournisseur principal des composants principaux, tels que la RAM, la mémoire flash (NAND) ou même de l'assembly en lui-même. Cependant, les démontages effectués par iFixit et ChipWorks ont révélé que la RAM et la mémoire flash sont fournies par Toshiba et Micron Technology.

## Conception du System-in-Package
Il est principalement composé d'un System on Chip (SoC) dérivé de l'Apple A5, utilisé auparavant dans l'iPhone 4s. Combiné à de la mémoire flash, divers capteurs et une connectivité sans fil, l'Apple S1 peut être considéré comme un ordinateur à part entière. L'Apple S1 est entièrement scellé par de la résine, le rendant plus résistant, mais également étanche.

### Composants
Grâce à la rétroingénierie, il apparait que la puce chargée du Wi-Fi et du Bluetooth est une Broadcom BCM43342 et que le gyroscope à 6 axes provient lui de STMicroelectronics.
- Un processeur (CPU) 32 bits ARMv7[10] dessiné par Apple et basé sur l'APL0778 (Apple A5), combiné à une puce graphique (GPU) PowerVR SGX543[11].
- 512 Mo de DRAM fabriqué par Elpida, câblé sur le dessus du CPU APL0778.
- Un contrôleur NFC fabriqué par NXP
- Une puce amplificatrice NFC fabriquée par AMS
- 8 Go de mémoire flash fabriquée par SanDisk et Toshiba
- Une puce pour le chargement sans fil fabriquée par IDT
- Un contrôleur tactile fabriqué par ADI
- Un gyroscope/accéléromètre intégré fabriqué par ST Microelectronics
- Une puce combo Wi-Fi/FM/BT BCM43342 fabriquée par Broadcom
- L'unité de gestion de l'alimentation (PMU) fabriqué par Dialog Semiconductor

## Annonce
Il a été annoncé le 9 septembre 2014 durant l'événement "Wish we could say more." .

## Date de lancement
Il a fait sa première apparition en même temps que l'Apple Watch, sortie en avril 2015,.

## Images

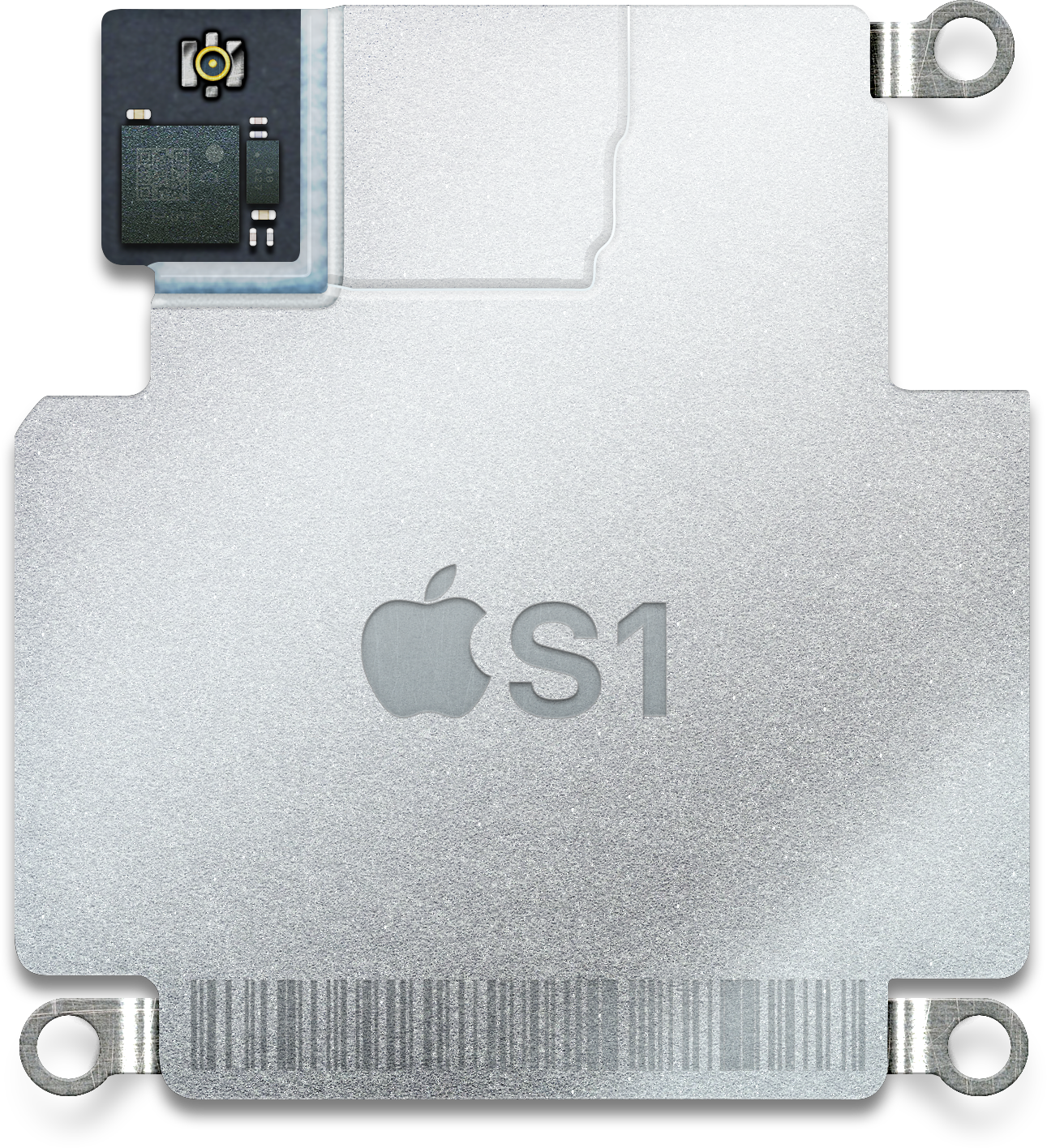
Illustration du package S1 encapsulé.
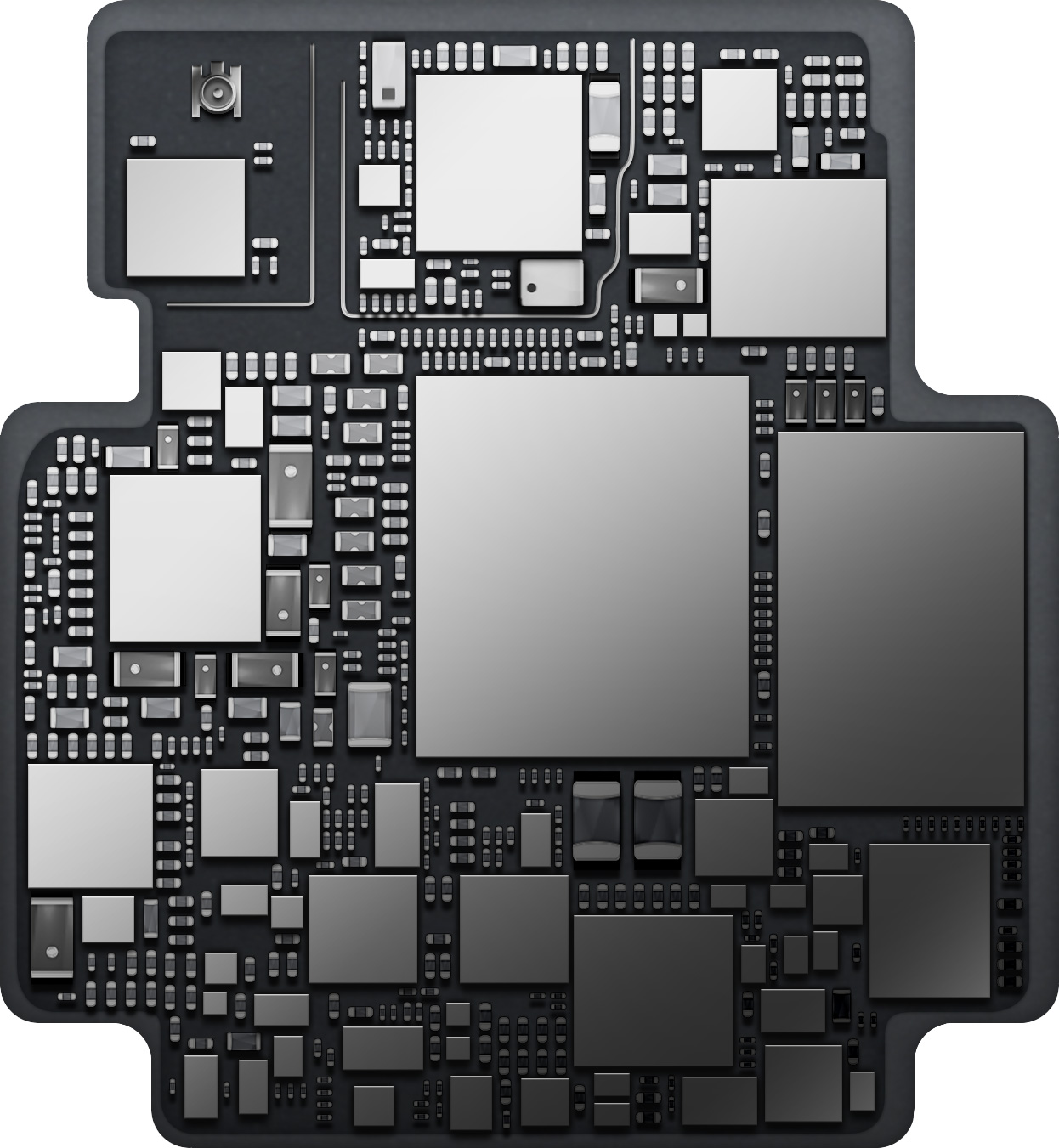
Position de la puce et des autres composants à l'intérieur.
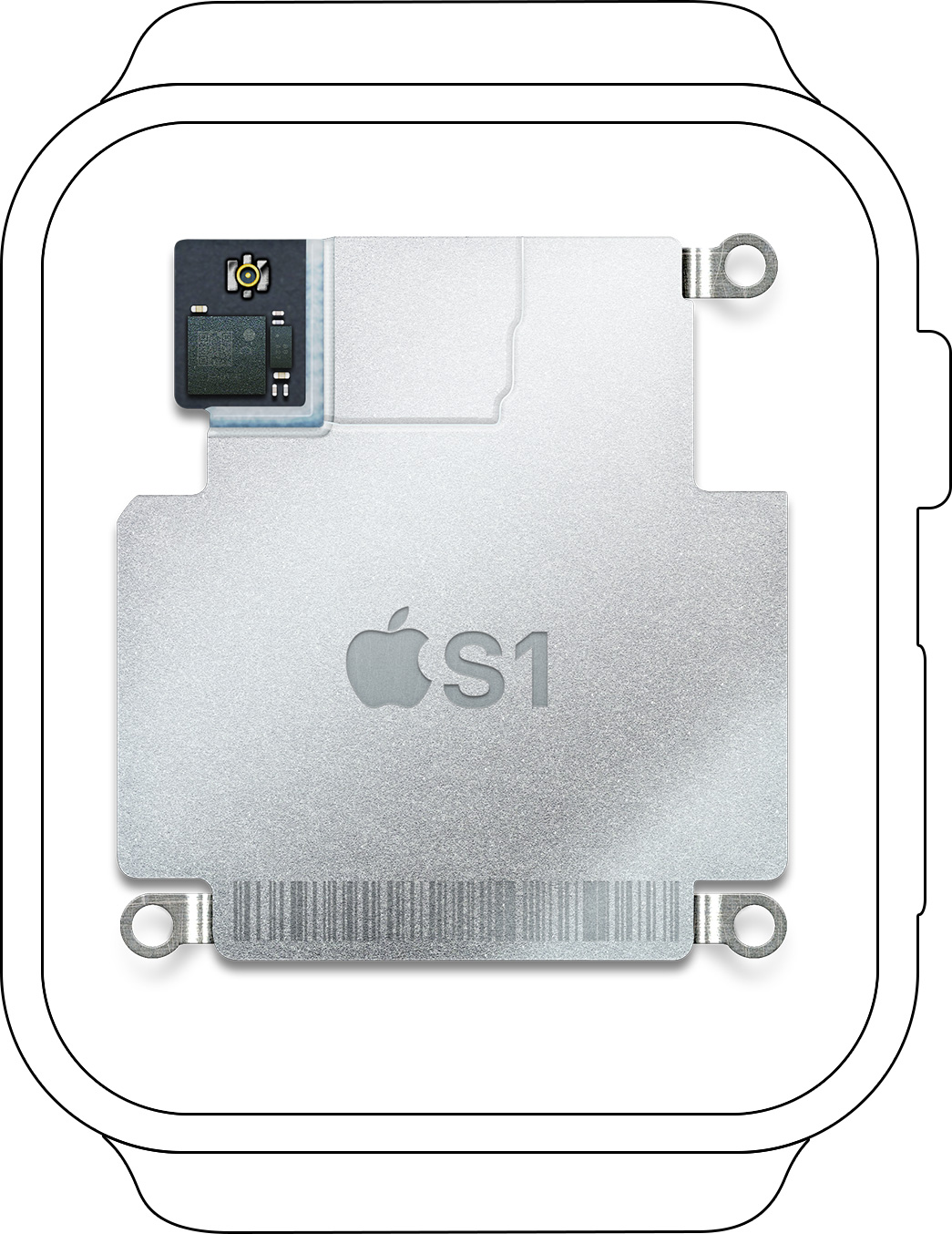
Comparaison entre la taille du S1 et l'étui d'une Apple Watch.